# Бебе (співачка)
Бебе (ісп. María Nieves Rebolledo Vila; нар. 9 травня 1978 року, Валенсія, Іспанія) — іспанська співачка. Лауреат премії Латиноамериканське Греммі.

## Дискографія
2004 Pafuera telarañas
2009 Y.
2012 Un pokito de rocanrol
2015 Cambio de piel